# Trochosa phyllis
Trochosa phyllis är en spindelart som först beskrevs av Henry Roughton Hogg 1905.  Trochosa phyllis ingår i släktet Trochosa och familjen vargspindlar.
Artens utbredningsområde är Sydaustralien. Inga underarter finns listade i Catalogue of Life.